# Mânzălești
Mânzălești is een Roemeense gemeente in het district Buzău.
Mânzălești telt 2911 inwoners.